# Mount Faraway
Mount Faraway är ett berg i Antarktis. Det ligger i Östantarktis. Argentina och Storbritannien gör anspråk på området. Toppen på Mount Faraway är 1 175 meter över havet.
Terrängen runt Mount Faraway är kuperad österut, men västerut är den platt. Mount Faraway är den högsta punkten i trakten. Trakten är obefolkad. Det finns inga samhällen i närheten.